# Биоценология
Биоценология (от биоценоз и греч. λόγος — слово, учение, наука) — биологическая дисциплина, изучающая растительные и животные сообщества в их совокупности (живую природу), то есть биоценозы, их строение, развитие, распределение в пространстве и во времени, происхождение. Изучение сообществ организмов в их взаимодействии с неживой природой — предмет биогеоценологии.

## Описание
- Фитоценоз
- Зооценоз
- Агроценоз